# Эйзен фон Шварценберг, Иоанн Георг
Иоанн Георг Эйзен фон Шварценберг (нем. Johann Georg Eisen von Schwarzenberg; 1717–1779) — лютеранский пастор, богослов и писатель

 Эпохи Просвещения; известен также как специалист в области сельского хозяйства с акцентом на садоводство. Советник последнего герцога Курляндии (1769—1795) и почётного профессора экономики Академии Петра (1776–1777) Петра Бирона.

## Биография
Иоанн Георг Эйзен фон Шварценберг родился 19 января 1717 года в баварском местечке Пользинген. Сначала учился дома под руководством отца — пастора, а высшее образование получил в Йенском университете. 
В 1741 году Эйзен фон Шварценберг отправился в Лифляндию, где сперва был домашним учителем, а в 1745—1775 гг. пастором в Торме. Кроме своих прямых обязанностей, он в это время занимался также сельскохозяйственными и экономическими вопросами. 
В 1776 году он должен был ехать пастором в Тирасполь, но дорогой передумал и принял предложение герцога Курляндского отправиться в Митаву преподавателем экономии в местную гимназию и инспектором герцогских сельских хозяйств и садов. Не поладив с герцогом, Эйзен фон Шварценберг через год отказался от названных должностей и уехал в Санкт-Петербург, а оттуда в Ярополец, близ Москвы, в качестве управляющего имениями графа Чернышёва, где спустя два года, Иоанн Георг Эйзен фон Шварценберг и скончался (1779).